# سد پاتنوس
سد پاتنوس (انگلیسی: Patnos Dam)
یک سد در ترکیه است. توسعه آن توسط شرکت هیدرولیک دولتی ترکیه پشتیبانی شد. حجم بدنه سد ۱٫۳ میلیون مترمکعب، ارتفاع بستر رودخانه ۳۸٫۰۰ متر، حجم آب معمولی دریاچه در ۳۳٫۴۰ میلی‌متر مکعب، مساحت دریاچه در ۴٫۳۵ کیلومتر مربع است. این سد ۵٫۹۷۳ هکتار آبیاری را پشتیبانی می‌کند.